# We Are Never Ever Getting Back Together
Singles de Taylor Swift
Ours
(2012) Begin Again
(2012)
We Are Never Ever Getting Back Together  (Nous Ne Nous Remettreons Jamais Ensemble en   Français) une chanson de l'artiste américaine Taylor Swift issue de son quatrième album studio Red. Elle sort en single le 14 août 2012 sous le label Big Machine Records. La chanson a terminé numéro 1 sur iTunes dans 32 pays. Le single a permis de battre un record de vente : We Are Never Ever Getting Back Together s'est écoulé à plus de 600 000 exemplaires la première semaine devenant ainsi le titre le plus téléchargé en une semaine par une artiste féminine toutes catégories confondues.

## Genèse de la chanson
La chanson s'adresserait à Jake Gyllenhaal, d'où la ressemblance de l'acteur dans le clip. 
Après avoir composé l'album "Speak Now" à elle seule, Taylor a décidé de collaborer avec différents auteur-compositeurs pour son album "Red". Elle a donc fait appel à Max Martin et Shellback, deux compositeurs également producteurs dont elle admirait grandement le travail. Le concept de la chanson "We Are Never Getting Back Together" a pris forme de manière assez surprenante et... accidentelle.
Alors que le trio se trouvait dans le studio d'enregistrement, un ami de l'ex de Swift est arrivé et lui a fait part de rumeurs qui circulaient voulant qu'elle (Taylor) et son ex étant en train de redevenir un couple, qu'ils revenaient ensemble.
Après que l'ami en question ait quitté, Martin et Shellback ont demandé à Taylor d'élaborer sur les détails de leur relation qu'elle a décrit comme "rupture, revient ensemble, rupture, revient ensemble, rupture, ugh, vraiment, ce qu'il y de pire". C'est à ce moment que Max Martin a proposé qu'ils se servent de la tumultueuse relation amoureuse et l'incident qui venait juste de se produire pour composer la chanson que l'on connait maintenant comme "We Are Never Ever Getting Back Together".

## Classement par pays
| Classement (2012)                      | Meilleure position |
| -------------------------------------- | ------------------ |
| Australie (ARIA)                       | 3                  |
| Belgique (Flandre Ultratop 50 Singles) | 26                 |
| Belgique (Wallonie Ultratip 50)        | 18                 |
| Canada (Hot 100)                       | 1                  |
| Danemark (Tracklisten)                 | 18                 |
| Espagne (PROMUSICAE)                   | 9                  |
| France (SNEP)                          | 18                 |
| Irlande (IRMA)                         | 4                  |
| Japon (Hot 100)                        | 17                 |
| Norvège (VG-lista)                     | 6                  |
| Nouvelle-Zélande (RMNZ)                | 1                  |
| Pays-Bas (Nederlandse Top 40)          | 24                 |
| Tchéquie (IFPI Rádio)                  | 29                 |
| Royaume-Uni (UK Singles Chart)         | 4                  |
| Suède (Sverigetopplistan)              | 16                 |
| Suisse (Schweizer Hitparade)           | 21                 |
| États-Unis (Hot 100)                   | 1                  |
| États-Unis (Pop Airplay)               | 8                  |
| États-Unis (Country Songs)             | 13                 |

### Certifications
| Pays             | Organisme    | Certification |
| ---------------- | ------------ | ------------- |
| Australie        | ARIA         | 4 × Platine   |
| Canada           | Music Canada | Or            |
| Danemark         | IFPI         | Platine       |
| Japon            |              | Platine       |
| Nouvelle-Zélande | RIANZ        | Platine       |
| Suède            | GLF          | Platine       |
| Royaume-Uni      | BPI          | Argent        |
| États-Unis       | RIAA         | 3 × Platine   |

### Classement annuel
| Classement (2012)            | Position |
| ---------------------------- | -------- |
| États-Unis Billboard Hot 100 | 33       |
| États-Unis Country Songs     | 86       |

## Historique de sortie
| Pays        | Date              | Format                 | Label               |
| ----------- | ----------------- | ---------------------- | ------------------- |
| Allemagne   | 28 septembre 2012 | Téléchargement digital | Big Machine Records |
| Royaume-Uni | 14 août 2012      | Téléchargement digital | Big Machine Records |
| États-Unis  | 13 août 2012,     | Téléchargement digital | Big Machine Records |
| États-Unis  | 13 août 2012,     | Hot AC radio           | Big Machine Records |
| États-Unis  | 14 août 2012,     | Téléchargement digital | Big Machine Records |
| États-Unis  | 14 août 2012,     | Mainstream radio       | Big Machine Records |
| États-Unis  | 14 août 2012,     | Lyric video            | Big Machine Records |
| États-Unis  | 21 août 2012      | Country radio          | Big Machine Records |
| États-Unis  | 30 août 2012      | Clip vidéo             | Big Machine Records |
| États-Unis  | 4 septembre 2012, | CD single              | Big Machine Records |